# Edvīns Zāģeris
Edvīns Zāģeris (ur. 10 maja 1943 w Jēkabpilsie) – łotewski lekkoatleta startujący w barwach Związku Radzieckiego, płotkarz,  olimpijczyk.

## Kariera sportowa
Specjalizował się w biegu na 400 metrów przez płotki.  Odpadł w półfinale tej konkurencji na igrzyskach olimpijskich w 1964 w Tokio. Również na mistrzostwach Europy w 1966 w Budapeszcie odpadł w półfinale biegu na 400 metrów przez płotki. 
Był mistrzem ZSRR w biegu na 400 metrów przez płotki w 1966 i 1967.
Jego rekord życiowy  w tej konkurencji wynosił 50,4 s, ustanowiony 14 sierpnia 1966 w Dniepropetrowsku.